# Championnat de Slovaquie féminin de volley-ball
Le Championnat de Slovaquie de volley-ball féminin est une compétition de volley-ball organisée par la Fédération slovaque de volley-ball (Slovenská volejbalová federácia, SVF).

## Historique
- Le championnat de Slovaquie a été créé en 1992, à l'occasion de la dissolution de la Tchécoslovaquie.

## Palmarès
| Année | Champion                            | Finaliste                     | Troisième                |
| ----- | ----------------------------------- | ----------------------------- | ------------------------ |
| 1993  | Slávia UK Bratislava                | Milanotrade Banská Bystrica   | Slovakoturist Bratislava |
| 1994  | Slávia UK Bratislava                | SPASA Žilina                  |                          |
| 1995  | Slávia UK Bratislava                | SPASA Žilina                  | VK Spartak Trnava        |
| 1996  | SPASA Žilina                        | UK Artmedia Bratislava        | VTC Pezinok              |
| 1997  | SPASA Žilina                        | UK Artmedia Bratislava        | VTC Pezinok              |
| 1998  | Slávia UK AJ OZAP Bratislava        | OMS SH Senica                 | VK Slavia ŽU Žilina      |
| 1999  | Slávia UK AJ OZAP Bratislava        | VK Slavia ŽU Žilina           | OMS SH Senica            |
| 2000  | Slávia UK AJ OZAP Bratislava        | OMS SH Senica                 | VK Doprastav Bratislava  |
| 2001  | Slávia UK AJ OZAP Bratislava        | OMS SH Senica                 | VK MŠK Žiar nad Hronom   |
| 2002  | Slávia UK Bratislava                | OMS SH Senica                 | Slavia Bratislava II     |
| 2003  | Slávia UK Bratislava                | OMS SH Senica                 | Slavia Bratislava II     |
| 2004  | Slávia UK Bratislava                | ŠK ŽU Žilina                  | VK MŠK Žiar nad Hronom   |
| 2005  | OMS SH Senica                       | Slávia UK SS Bratislava       | VK Doprastav Bratislava  |
| 2006  | OMS Senica                          | Slávia UK SS Bratislava       | VK MŠK Žiar nad Hronom   |
| 2007  | OMS Senica                          | Slávia UK Bratislava          | VTC Pezinok              |
| 2008  | Slávia UK Kúpele Dudince Bratislava | UKF Nitra                     | VK Doprastav Bratislava  |
| 2009  | VK Doprastav Bratislava             | Slávia UK Kúpele Bratislava   | VK Senica                |
| 2010  | Slávia UK Bratislava                | VK Senica                     | VK Doprastav Bratislava  |
| 2011  | Slávia EU Bratislava                | VK Doprastav Bratislava       | VTC Pezinok              |
| 2012  | VK Doprastav Bratislava             | Slávia EU Bratislava          | VISTA real Pezinok       |
| 2013  | Slávia EU Bratislava                | VK Doprastav Bratislava       | VŠK Paneurópa Bratislava |
| 2014  | VK Doprastav Bratislava             | Slávia EU Bratislava          | VISTA real Pezinok       |
| 2015  | Slávia EU Bratislava                | VK Spišská Nová Ves           | VTC Pezinok              |
| 2016  | Slávia EU Bratislava                | KV MŠK Oktan Kežmarok         | BVK Bratislava           |
| 2017  | Slávia EU Bratislava                | BVK Bratislava                | VK Eperia Prešov         |
| 2018  | Strabag VC FTVŠ UK Bratislava       | VK Slávia EU Bratislava       | Volley project UKF Nitra |
| 2019  | VK Slávia EU Bratislava             | Strabag VC FTVŠ UK Bratislava | VTC Pezinok              |
| 2020  | non terminé                         | non terminé                   | non terminé              |

## Bilan par club
| Club                    | Titres | Ville      | Année |
| ----------------------- | ------ | ---------- | --- |
| VK Slávia EU Bratislava | 18     | Bratislava | 1993, 1994, 1995, 1998, 1999, 2000, 2001, 2002, 2003, 2004, 2008, 2010, 2011, 2013, 2015, 2016, 2017, 2019 |
| VK Doprastav Bratislava | 4      | Bratislava | 2009, 2012, 2014, 2018                                                                                     |
| VK Senica               | 3      | Senica     | 2005, 2006, 2007                                                                                           |
| AC Uniza Žilina         | 2      | Žilina     | 1996, 1997                                                                                                 |